# 窪田啓作
窪田 啓作（くぼた けいさく、1920年7月25日 - 2011年）は、日本のフランス文学者、詩人、翻訳家、銀行員。
本名・開造。
カミュ『異邦人』の翻訳で知られる。

## 略歴
神奈川県生まれ。1943年、東京帝国大学法学部卒業。在学中にマチネ・ポエティクに参加し詩や小説を書いた。
大学卒業後、東京銀行に入行。パリ、新橋各支店次長、国際投資部副参事役を経て、1948年欧州東京銀行頭取となる。
弟は窪田般彌。

## 著書
- 『掌 短編集』（河出書房、方舟叢書） 1948

## 翻訳
- 『エロストラート』（人文書院、サルトル全集5） 1950
- 『異邦人』（アルベエル・カミユ、新潮社） 1951、のち文庫
- 『幻を追ふ人』（ジュリアン・グリーン、福永武彦共訳、創元社） 1951
- 『結婚』（アルベエル・カミユ、新潮社） 1952
- 『セシル』（バンジャマン・コンスタン、新潮社） 1953
- 『夏』（アルベエル・カミユ、新潮社、一時間文庫） 1955
- 『グレアム・グリーン 人と作品』（ヴィクトル・ド・パンジュ、窪田般弥共訳、河出新書） 1956
- 『アルベエル・カミュ』（ロベエル・ド・リュペ、新潮文庫） 1957
- 『裏と表 / 追放』（新潮社、カミュ著作集3） 1958
- 『結婚 / シジフォスの神話』（矢内原伊作共訳、新潮社、カミュ著作集5） 1958
- 『転落 / 追放と王国』（カミュ、佐藤朔共訳、新潮文庫） 1968